# 旋苞隐棒花
旋苞隐棒花（学名：Cryptocoryne retrospiralis）是天南星科隐棒花属的植物。分布在孟加拉、缅甸、印度、老挝、马来半岛以及中国大陆的广东等地，常生长在路旁水中，目前尚未由人工引种栽培。